# Bombus kirbiellus
Bombus kirbiellus är en insekt i överfamiljen bin (Apoidea) som endast förekommer i Nordamerika. Den är nära släkt med fjällhumla.

## Taxonomi
Arten ansågs tidigare vara en amerikansk, geografisk form av fjällhumla (Bombus balteatus), även om de två formernas inbördes släktskapsförhållande hade debatterats länge. 2015 visade slutligen ett forskarlag lett av den amerikanska entomologen Paul H. Williams genom genanalys att den amerikanska formen, Bombus kirbiellus, var en god art (det vill säga en art i sin egen rätt).

## Beskrivning
Bombus kirbiellus är en stor, långtungad humla. Drottningen är påtagligt större än de övriga kasterna, med en medellängd på 23 mm. Hanarna är i medeltal 17 mm långa, och arbetarna 13 mm.
Hos honorna (drottning och arbetare) är ansiktet och hjässan nästan helt svart, även om arbetarna kan ha större eller mindre delar av ansiktet gult, medan mellankroppen hos alla honor är övervägande gul med ett svart band mellan vingbaserna. Tergiterna ett och två är gula, tergit tre är svart framtill, medan den bakre delen är gul åtminstone på sidorna. Tergit fyra till fem är antingen orange eller svarta, medan tergit sex alltid är svart.
Hanarna har en blandning av gula och svarta hår på huvudet, medan mellankroppen har samma övervägande gula behåring som hos honorna, men det svarta bandet är uppblandat med gula hår. Bakkroppens två första tergiter är gula, tergit tre är svart framtill, och den bakre delen är gul på sidorna, svart på mitten. De resterande tergiterna är alla röda. Utseendet hos alla kasterna har stora variationer.

## Utbredning
Arten förekommer i Nordamerika, från Alaska och Kanada (British Columbia och Yukon till Québec och Newfoundland och Labrador, med undantag för Saskatchewan), samt västra USA (Kalifornien, Montana, Idaho, Wyoming, Colorado, Utah och New Mexico).

## Ekologi
Arten är en alpin art som finns i höglänta områden, ofta ovanför trädgränsen. Den är polylektisk, den besöker blommande växter från många olika familjer, som dunörtsväxter (mjölkesläktet och dunörtssläktet), strävbladiga växter (fjärvesläktet), korgblommiga växter (astersläktet och Chrysothamnus), snyltrotsväxter (målarborstar), grobladsväxter (penstemonsläktet), ranunkelväxter (riddarsporresläktet) samt näveväxter (nävesläktet). Flygtiderna är från slutet av juni till mitten av september för arbetare, juni till mitten av augusti för drottningar, samt början av juli till mitten av september för hanar.

### Fortplantning
Hanarna är "patrullerare", de flyger en bestämd, upprepad sträcka i naturen där de avsätter feromoner på olika objekt för att locka till sig parningsvilliga ungdrottningar.
Bona förläggs vanligen under jorden. Larvcellerna förses med en klump pollen som larverna själv får äta av. Under det sista larvstadiet, när larverna närmar sig förpuppningen, matas de emellertid aktivt av arbetarna.